# 西里西亚图书馆

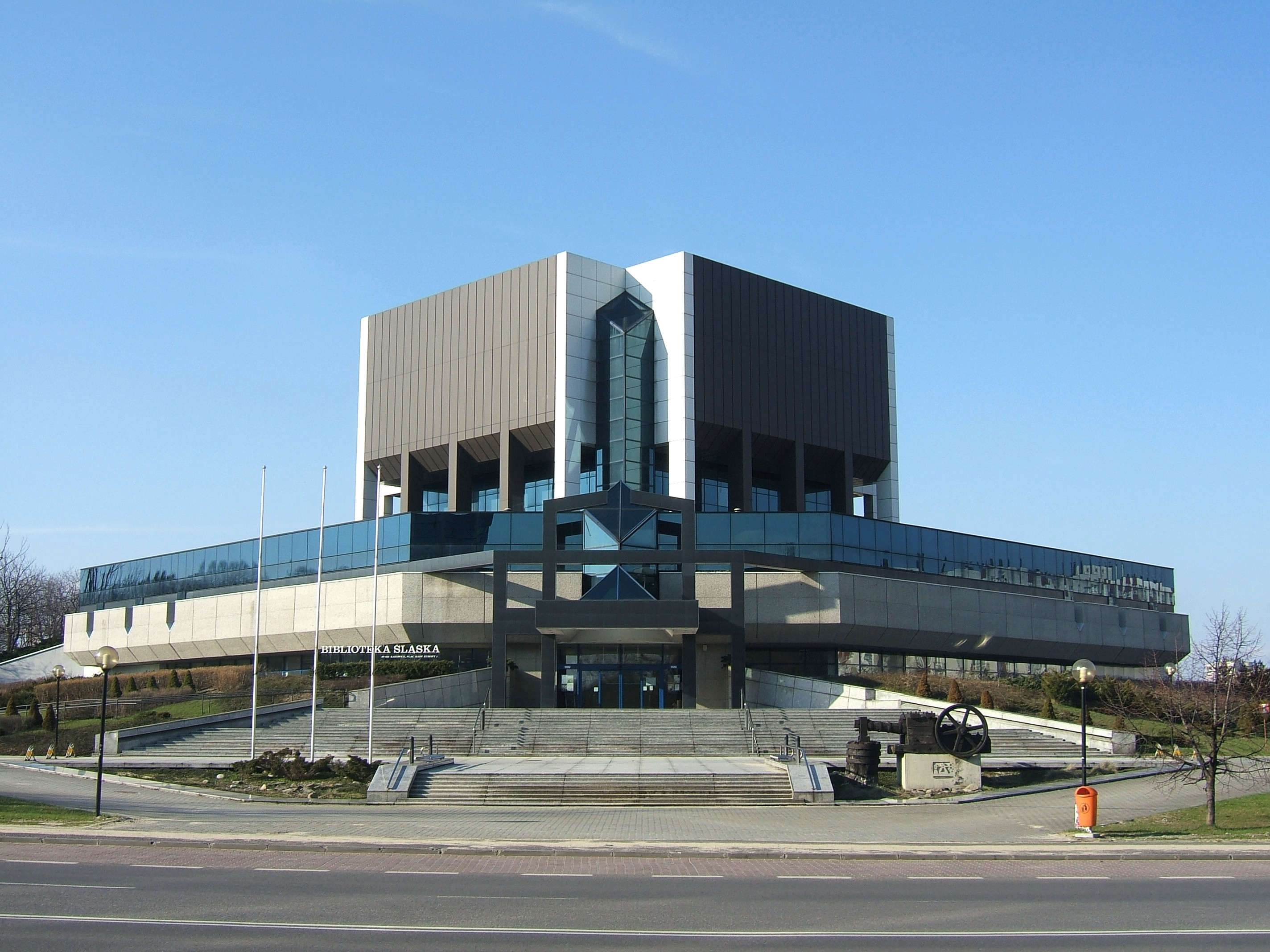
西里西亞圖書館

西里西亞圖書館（波蘭語：Biblioteka Śląska）是波蘭中最現代化的圖書館之一，亦是最古老的波蘭圖書館之一。它位於西里西亚省的卡托維茲。它前身是1922-1923年西里西亞自治省的西里西亚议会图书馆。圖書館經歷擴建，現時的圖書館於1998年10月24日正式開館。